# Ceratochloa pitensis
Ceratochloa pitensis là một loài thực vật có hoa trong họ Hòa thảo. Loài này được (Kunth) Holub mô tả khoa học đầu tiên năm 1973.